# Mastax albonotata
Mastax albonotata es una especie de escarabajo de la familia Carabidae con distribución restringida en Sudáfrica.